# Isole Gili

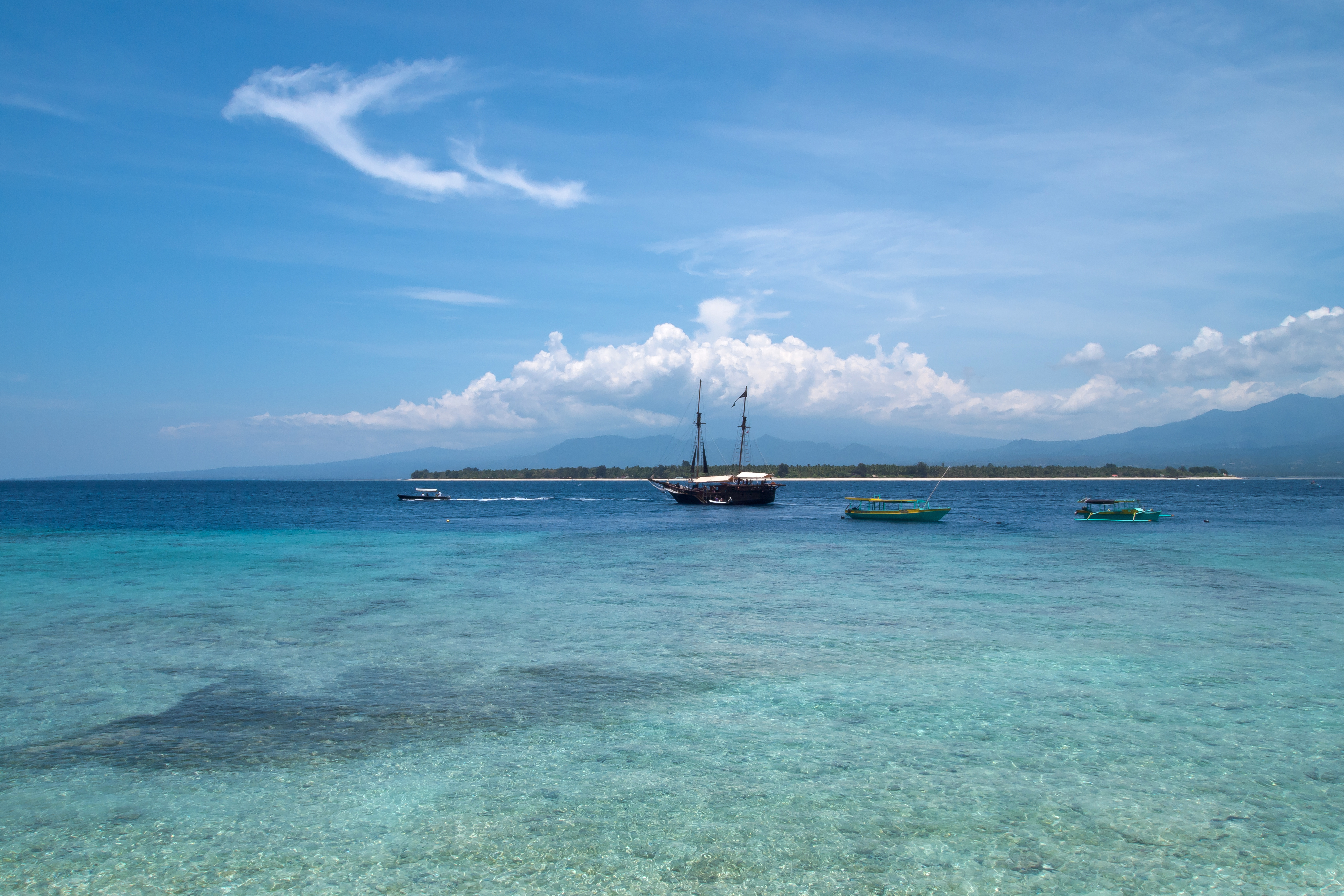
Gili Air

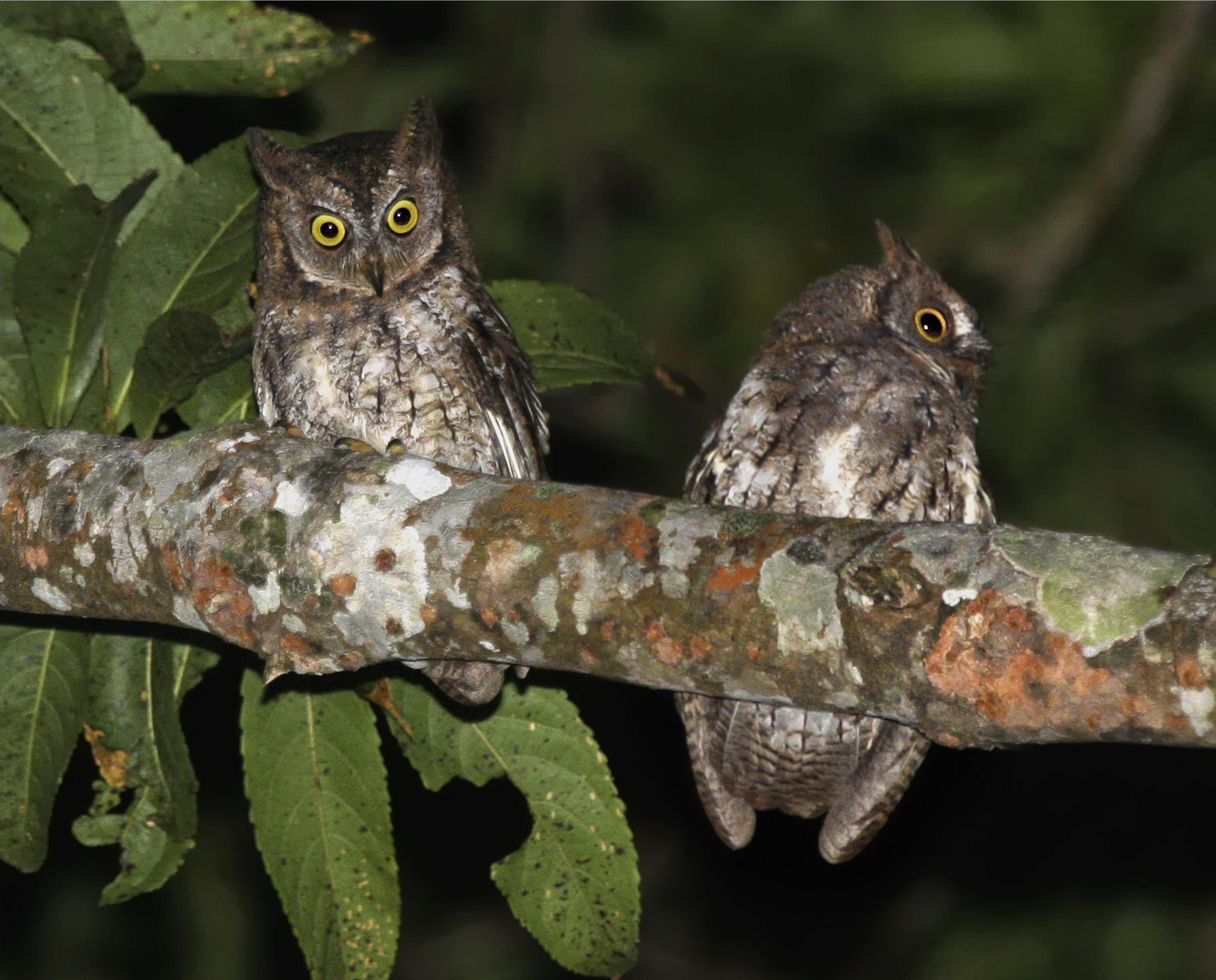
Otus jolandae, noto in italiano come assiolo del Rinjani, risulta l'unica specie di uccello endemica di Lombok

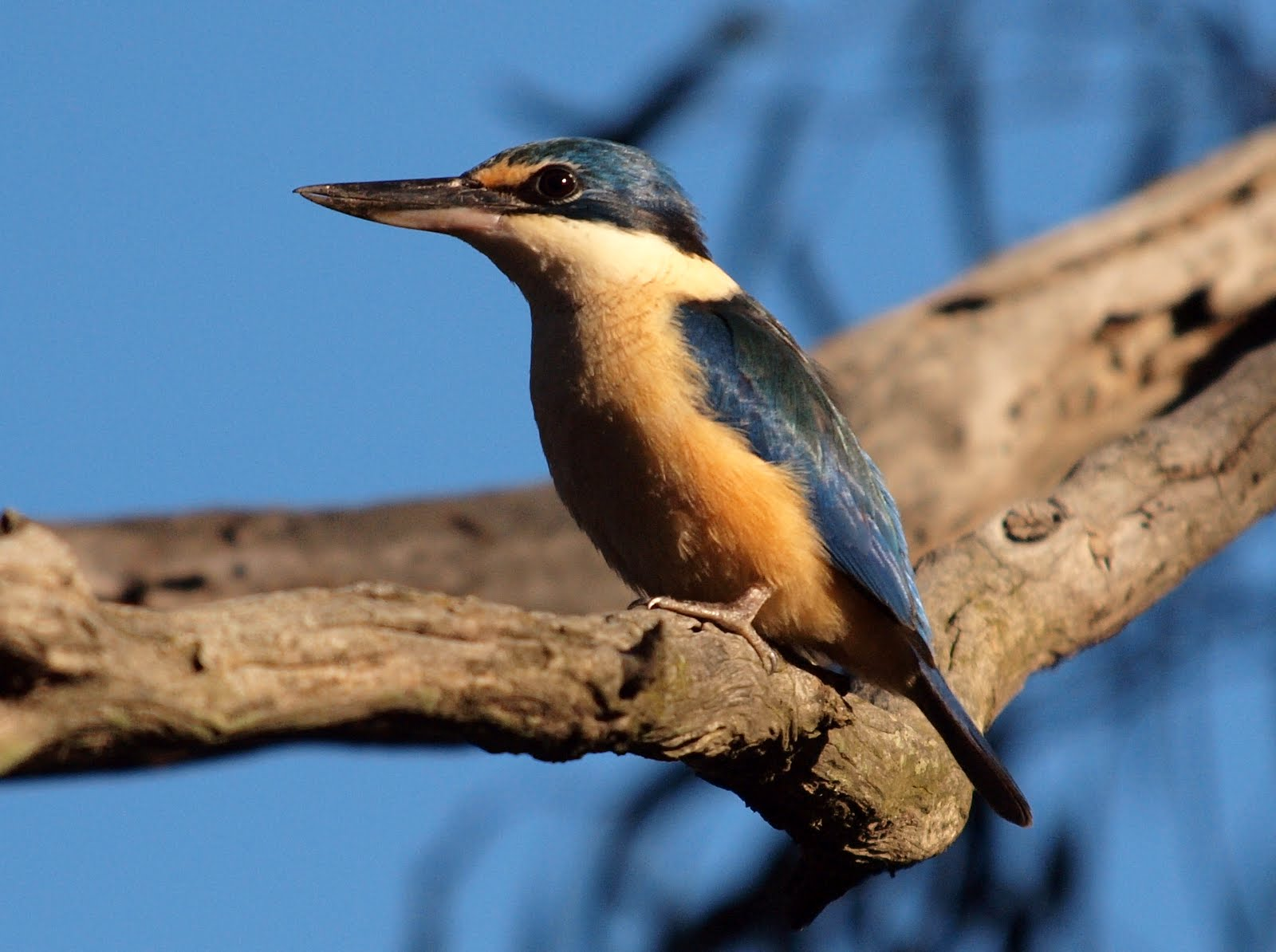
Todiramphus sanctus, il martin pescatore sacro, talvolta pesca nelle pozze coralline di bassa marea

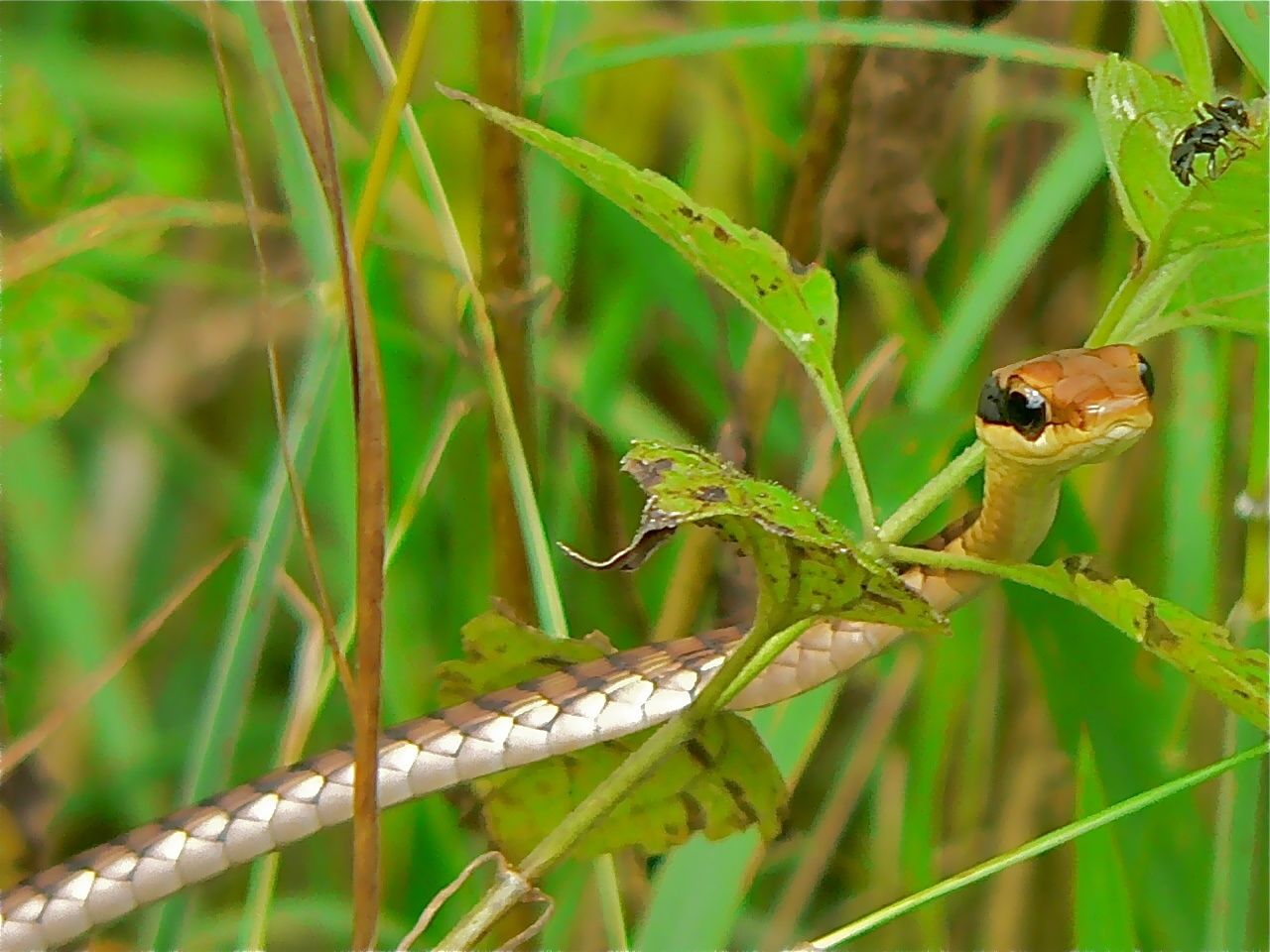
Dendrelaphis pictus, serpente snello e abile cacciatore di anfibi

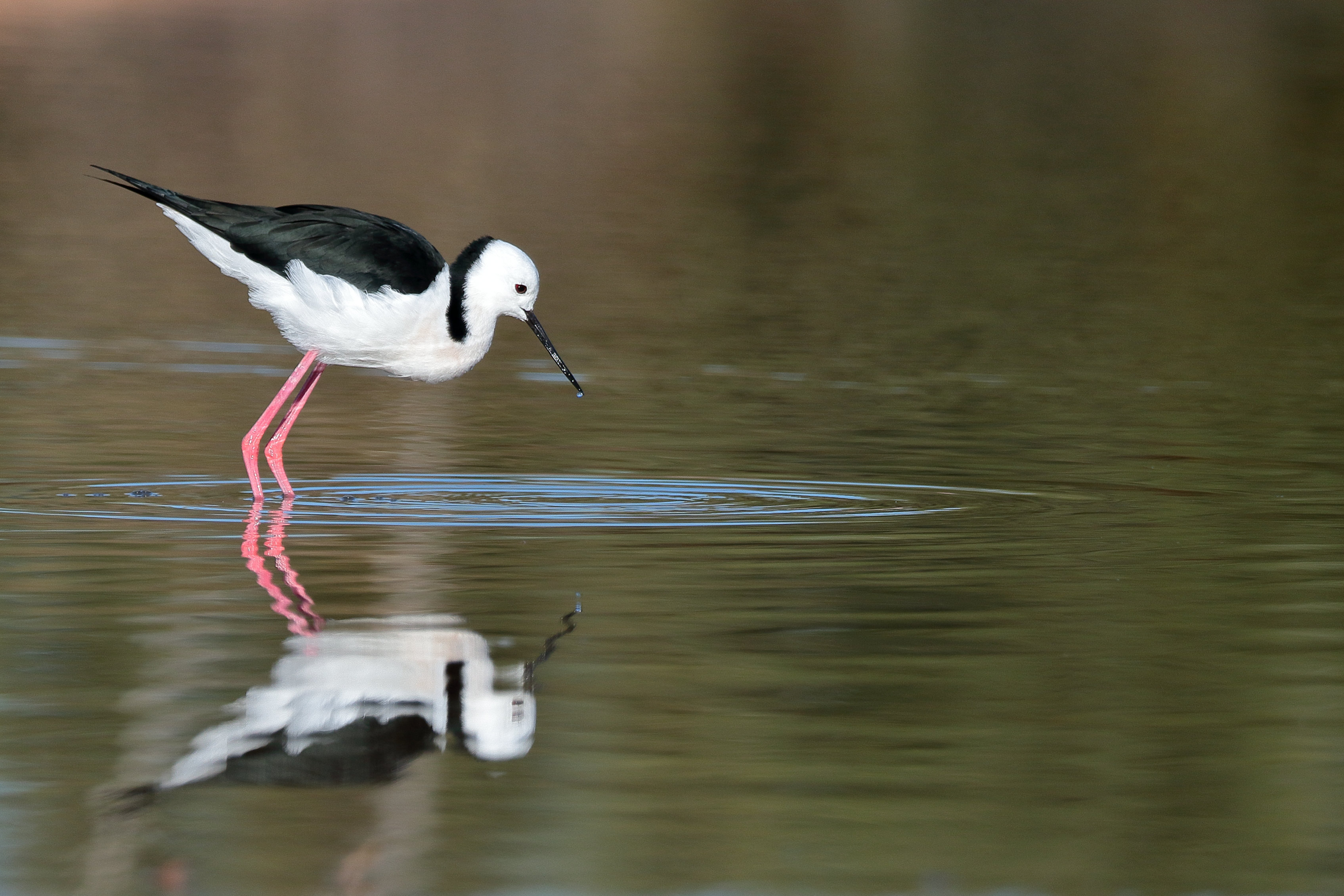
Alle isole Gili Himantopus leucocephalus, il cavaliere testabianca, si rinviene nel lago di Gili Meno.

Le Isole Gili (Indonesiano: Tiga Gili [Three Gilis], Kepulauan Gili [isole Gili]) sono un arcipelago di tre piccole isole: Gili Trawangan, Gili Meno e Gili Air a nord ovest della costa di Lombok in Indonesia.
Negli ultimi anni le Isole Gili hanno conosciuto una forte crescita del settore turistico; pertanto sono presenti numerosi resort e homestay. Soprattutto Gili Trawangan offre grande varietà di locali notturni e di spazi per lo streetfood.
Le isole sono raggiungibili unicamente tramite traghetti da Bali o da Lombok e, data la bellezza del fondale e della fauna marina, sono meta ambita per praticare diving e snorkeling. È nato nel 2000 un progetto di ripopolamento delle tartarughe marine e di protezione della barriera corallina per opera dell'associazione Gili Eco Trust.
Sono vietati mezzi di locomozione a motore, per spostarsi vengono utilizzati solo biciclette e cidomo, carretti a due ruote trainati da cavalli tipici della zona.

## Flora e fauna
Le Isole Gili sono note per la loro ricca fauna, in particolare quella legata all'ambiente del reef, le barriere coralline che circondano le isole.

### Ambiente dentro le isole

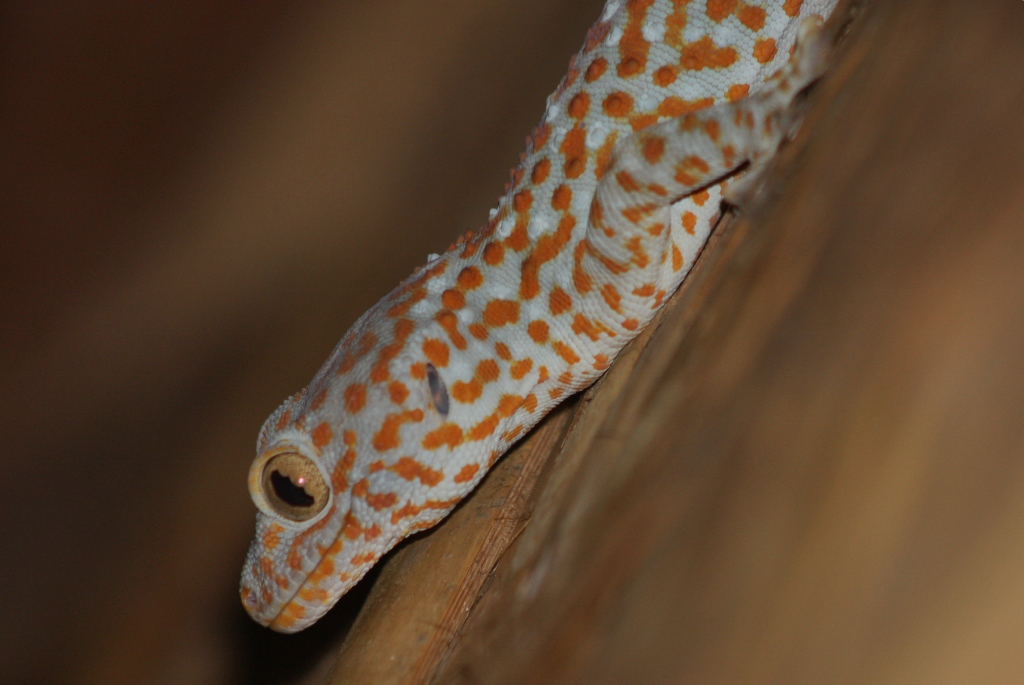
Il geco Tokay, tipico del sud-est asiatico; il nome Gekko gecko ripete il verso che emette di notte

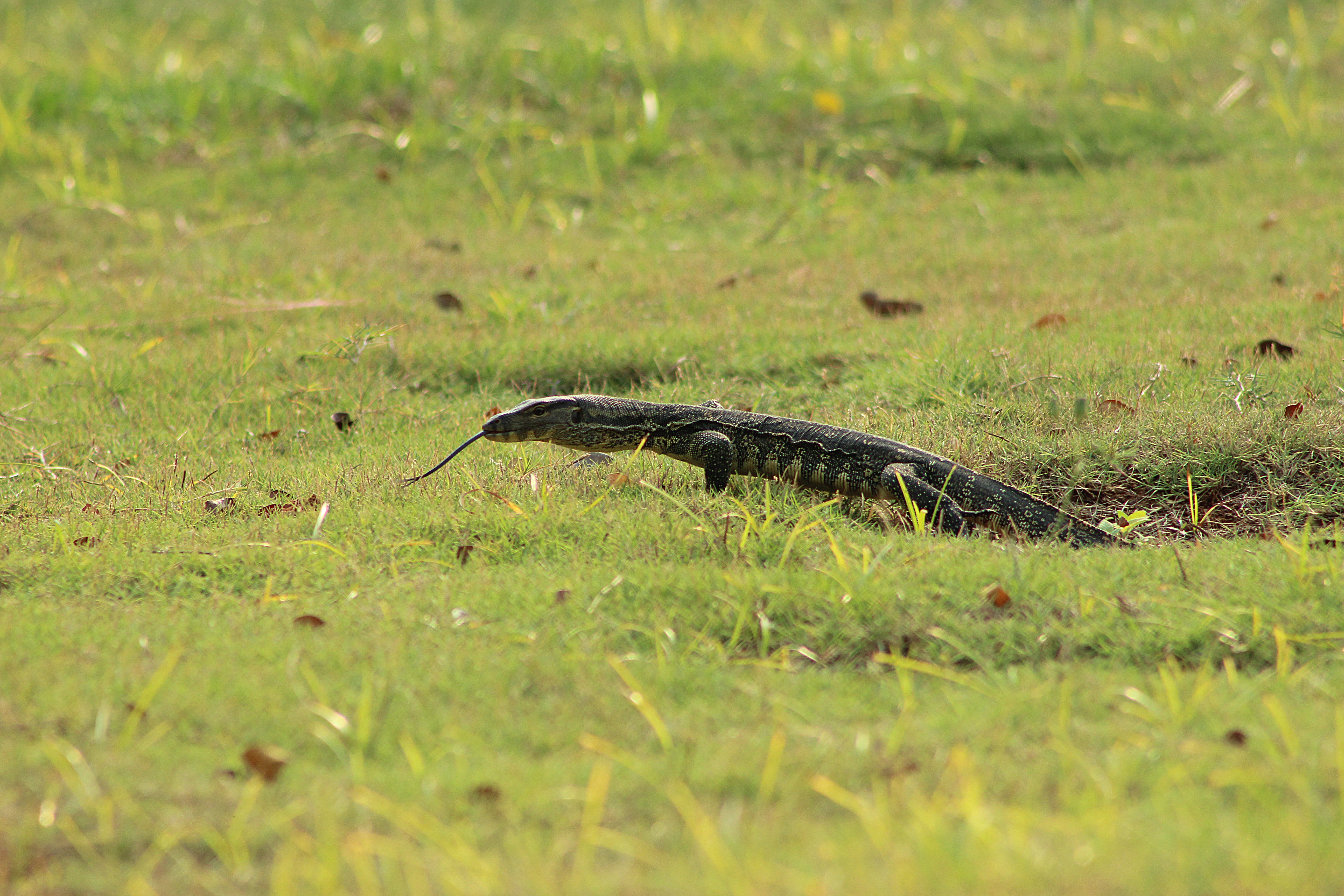
Varanus salvator a Gili Meno, un varano timoroso e non aggressivo

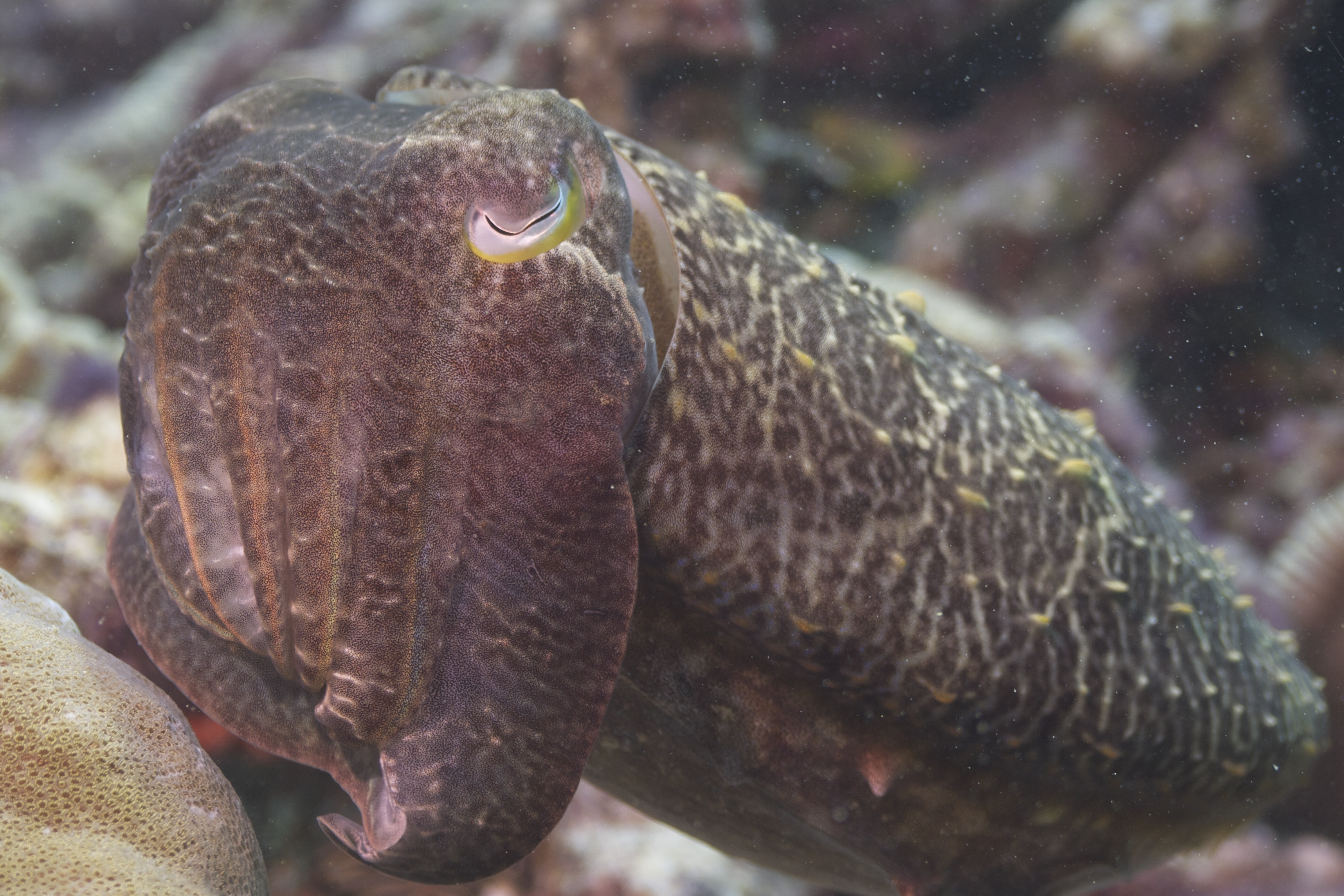
Sepia latimanus è una grande seppia capace di cambiare colore e consistenza della propria pelle

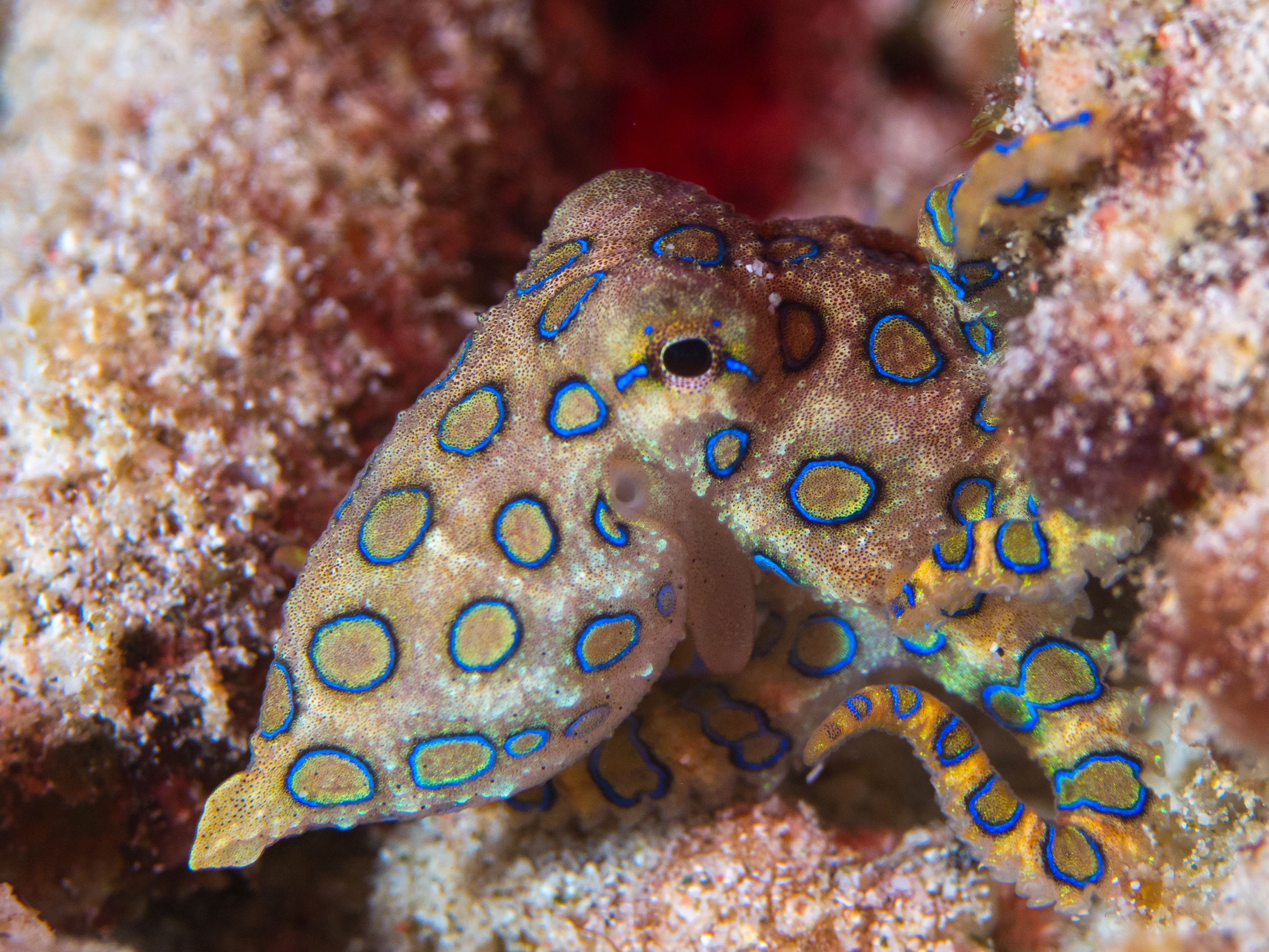
Hapalochlaena lunulata, il "blue-ringed octopus"; piccolo come una palla da golf ma dal veleno mortale

#### Avifauna
All'interno delle isole Gili si possono trovare diverse specie di uccelli. Tra le più comuni, la tortora macchiata, la passera mattugia, il bulbul ventredorato, l'averla dorso rossiccio, la nettarinia ventregiallo, la rondine del Pacifico e la salangana orientale. Altre specie registrate nell'isola sono il megapodio piediarancio, il succiamiele indonesiano, l'artamo pettobianco, il cappuccino testa chiara, il piccione verde collorosa, l'occhialino ventregiallo, il trillatore spallebianche, lo zufolatore delle mangrovie. Nelle boscaglie si segnala la presenza del picchio della Sonda, ma anche di specie rare e schive di uccelli notturni, quali il succiacapre codalunga e l'assiolo del Rinjani, un piccolo rapace notturno endemico esclusivamente di Lombok e delle isole Gili, riconoscibile per le vocalizzazioni emesse di notte. Tra i rapaci diurni si segnala il falco pellegrino, che talvolta sorvola le isole in volo alto e direzionale. Molte anche le specie acquatiche, in particolare ardeidi, legate principalmente al lago di Gili Meno. Si segnalano la garzetta, l'airone striato, l'airone rosso, il cavaliere testabianca, il chiurlo piccolo, la pittima minore e il cormorano bianconero minore. Tra queste si aggiungono anche diverse specie di martin pescatore, come il martin pescatore sacro e il martin pescatore minore.

#### Rettili e anfibi delle isole
Una delle specie più caratteristiche e facili da distinguere è il grosso geco Tokay, riconoscibile non solo per la tipica livrea a macchie, ma anche per le forti vocalizzazioni che eccheggiano nell'isola. Gli altri gechi presenti sono specie di piccole dimensioni, come il comune geco delle case asiatico, il geco delle case dalla coda piatta e Gehyra mutilata. Un'altra specie di rettile comune soprattutto in ambienti acquatici (come il lago di Gili Meno) è il varano d'acqua asiatico, erroneamente creduto aggressivo e velenoso. Velenose sono invece alcune specie di serpenti; tra quelle che vivono dentro le boscaglie delle Gili ci sono il cobra sputatore indonesiano e Dendrelaphis pictus.
Tra gli anfibi si segnalano il rospo asiatico comune, specie diffusissima in tutto il continente, e alcune rane come Fejervarya limnocharis e la rana cancrivora.

#### Invertebrati terrestri
Tra gli aracnidi si segnala il grosso ragno Trichonephila vitiana, riconoscibile per le dimensioni notevoli

### Barriera corallina

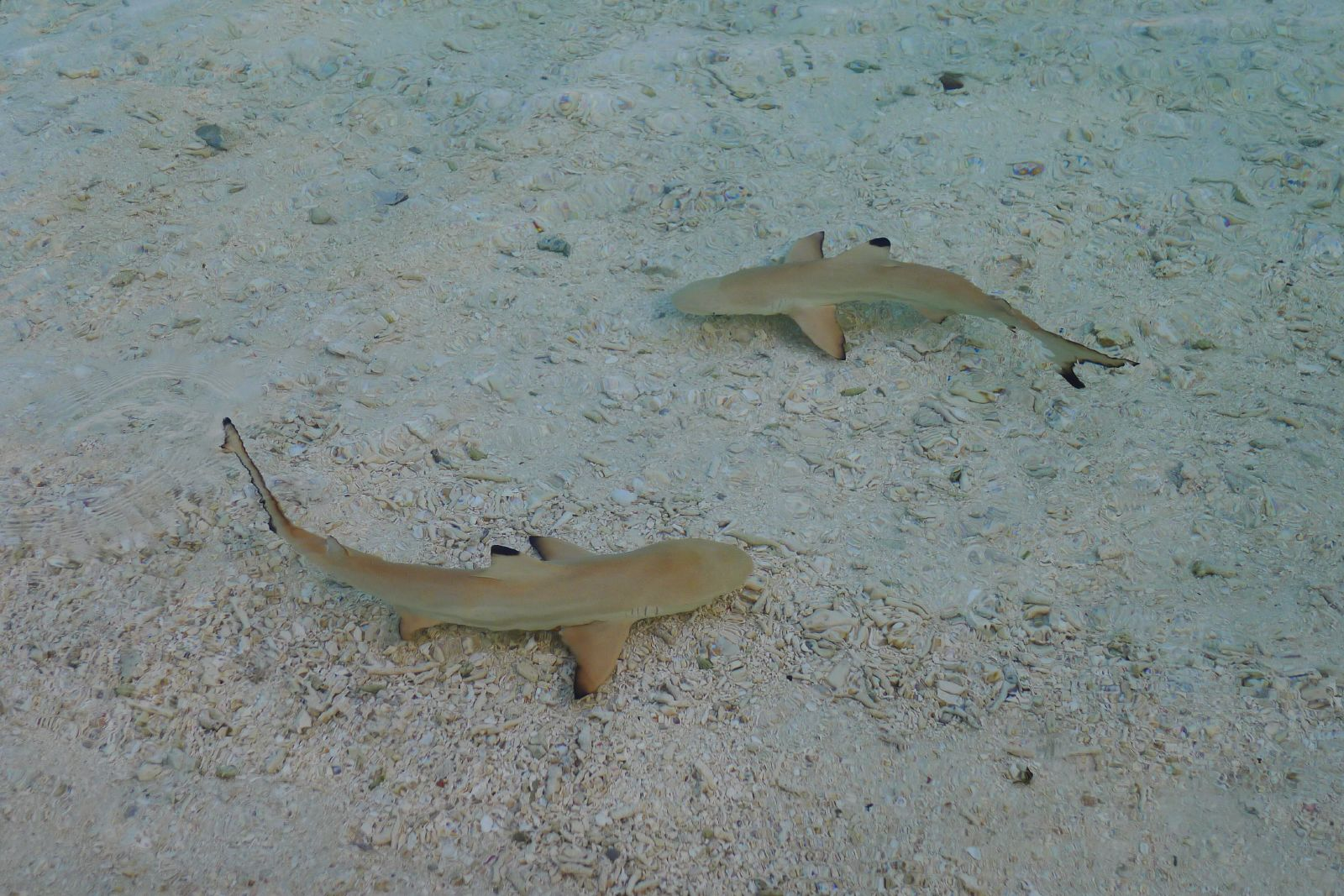
Due piccoli di squalo pinna nera, Carcharhinus melanopterus, inoffensivi

#### Invertebrati
I molluschi sono rappresentati da moltissime specie, le principali sono le tridacne (Tridacna maxima, Tridacna crocea, Tridacna gigas...) tra i bivalvi.
Tra i gasteropodi si segnalano Cymbiola vespertilio e molte specie di opistobranchi e di nudibranchi, tra cui Phyllidia varicosa, Phyllidia elegans, Phyllidiopsis pipeki, Chromodoris magnifica, Chromodoris strigata, Hypselodoris whilei, Hypselodoris tryoni, Tambja gabrielae, Reticulidia halgerda, Thecacera pacifica, Hexabranchus sanguineus, Mexichromis trilineata, Trapania naeva, Goniobranchus geometricus, Goniobranchus hintuanensis, Jorunna rubescens, Doriprismatica atromarginata, Pteraeolidia semperi, Melibe viridis....
Nei cefalopodi ci sono alcune specie facili da vedere nella barriera corallina in immersione o durante lo snorkeling: si segnalano il calamaro di Lesson, comune in banchi, la seppia gigante del reef, lungo i pendii della barriera, e il polpo indopacifico del reef. Lungo le pozze che si formano nella costa durante la bassa marea può essere trovato il piccolissimo polpo dagli anelli blu, bellissimo ma molto velenoso. Il veleno è letale ma la specie non è aggressiva e può mordere solo se presa in mano.

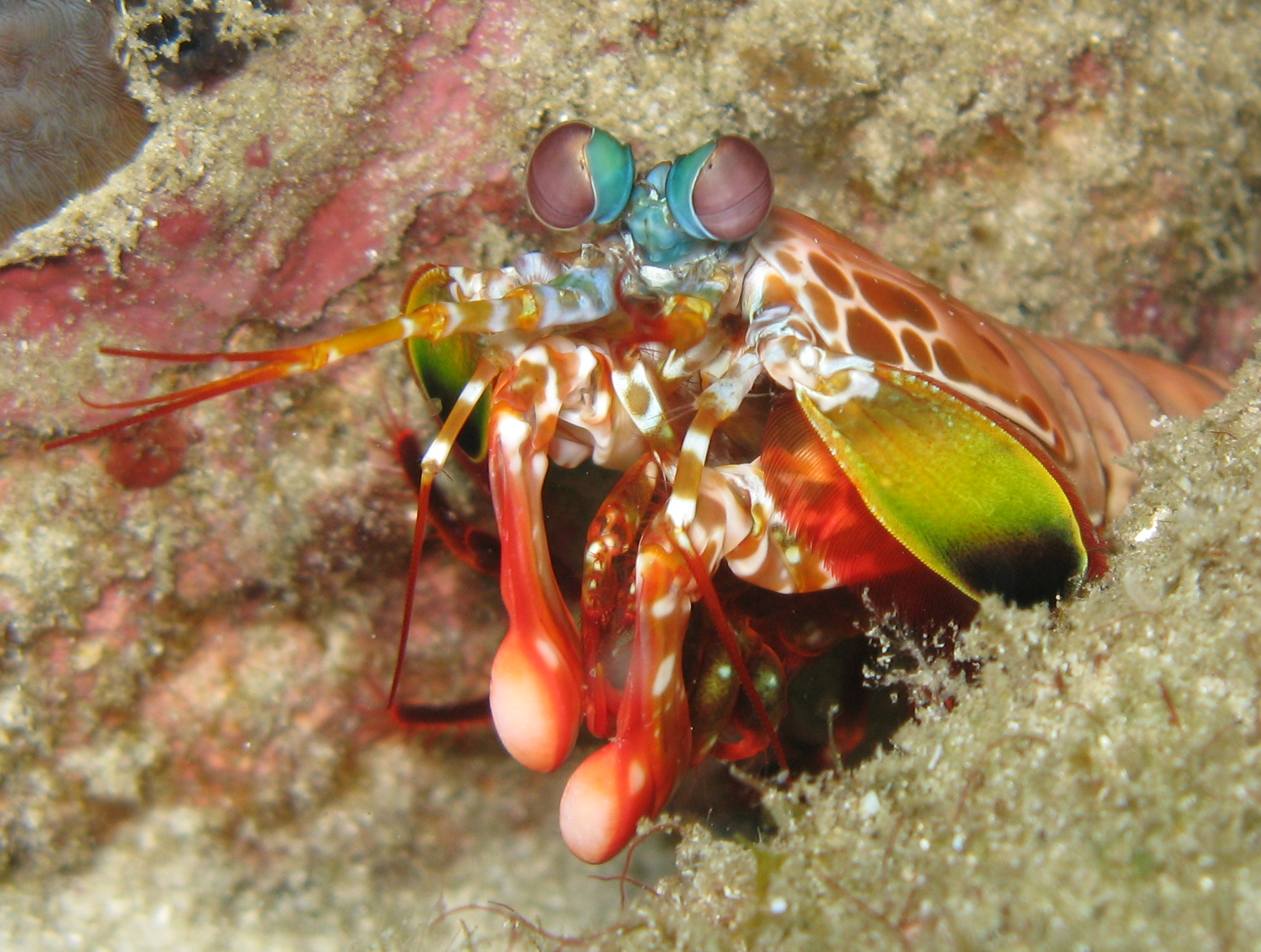
Odontodactylus scyllarus, la canocchia pavone, un crostaceo dalla vista eccezionale

I crostacei sono presenti con moltissime forme adattate all'ambiente corallino, con specie simbiotiche, mimetiche e commensali di anemoni e coralli. La più sorprendente è la canocchia pavone, specie tipica delle barriere coralline. Caratteristici sono anche i gamberetti del reef; ci sono i gamberetti pulitori, come Lysmata amboinensis e Stenopus hispidus, e gamberetti commensali, come Ancylocaris brevicarpalis e Thor amboinensis. Si segnala anche il piccolissimo Gnathophyllum americanum, detto gamberetto ape. Tra i granchi sono registrati nella barriera corallina Percnon planissimum, Atergatis floridus, Grapsus albolineatus, Eriphia sebana, Calappa hepatica, Camposcia retusa, molto mimetica, e i piccoli granchi commensali dei coralli Trapezia rufopunctata e Trapezia digitalis; lungo la spiaggia ci sono molti granchi fantasma, come Ocypode ceratophthalmus. Negli anemoni si trova la specie commensale Neopetrolisthes maculatus, del gruppo dei granchi porcellana; tra i paguri, sono comuni Dardanus deformis e Dardanus guttatus.
Gli echinodermi sono rappresentati da innumerevoli specie di ricci di mare (Diadema setosum, Tripneustes gratilla, Echinotrix calamaris, Echinometra mathaei...) di stelle di mare (Linckia laevigata, Protoreaster nodosus, Acanthaster planci, Archaster typicus...), di ofiure (Ophiocoma scolopendrina, Ophiomastix annulosa, Ophiarachna incrassata), di crinoidi (Himerometra robustipinna, Comanthus alternans...) e di oloturie (Synapta maculata, Holothuria atra, Holothuria leucospilota, Holothuria pervicax, Bohadschia argus, Bohadschia marmorata...).

#### Pesci ossei

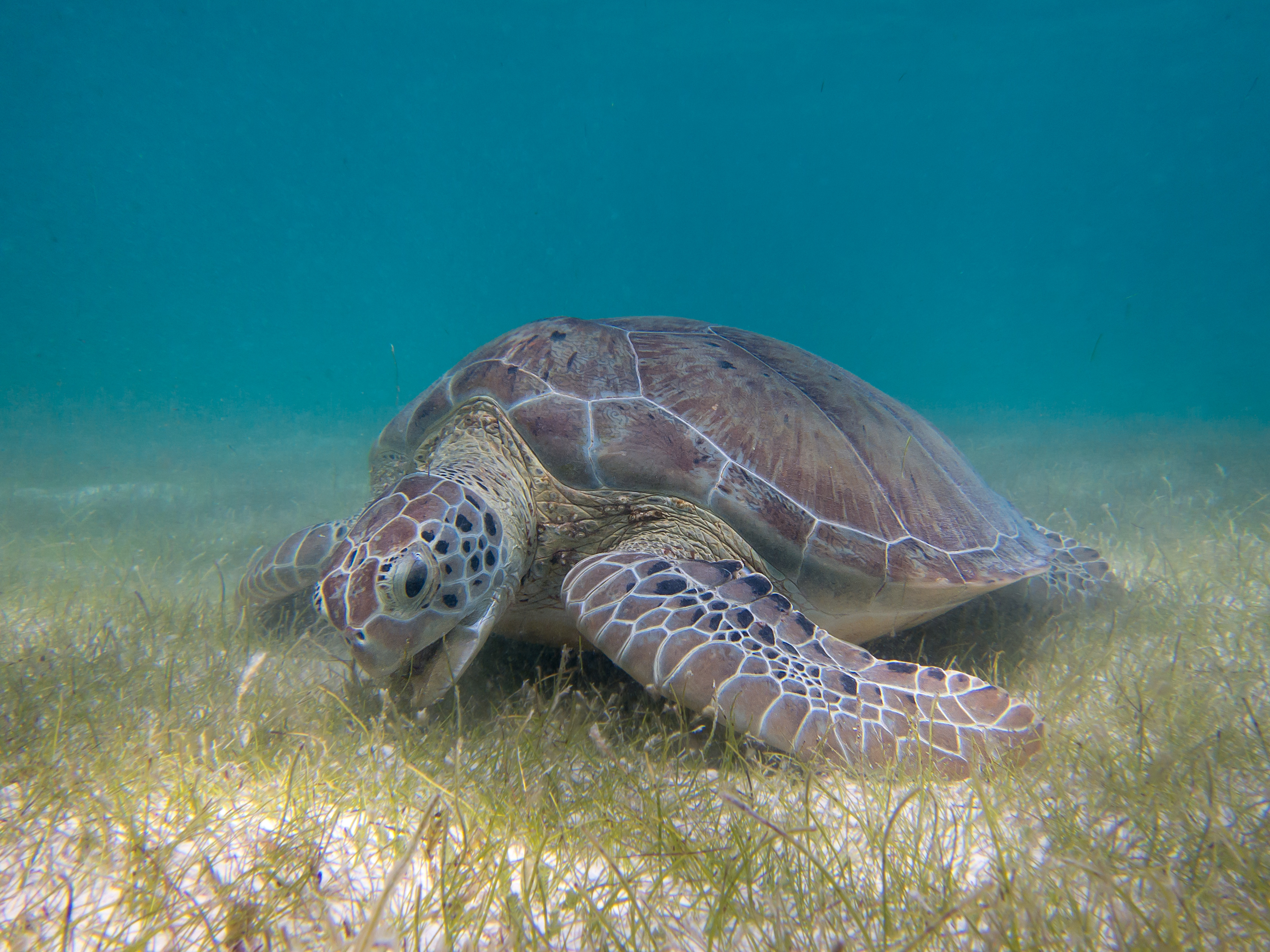
Chelonia mydas, la tartaruga verde, con il becco dal profilo rettilineo

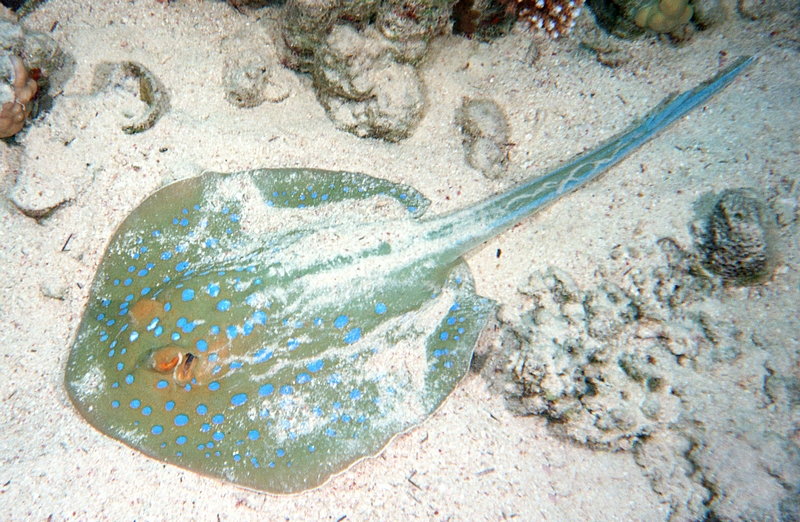
Taeniura lymma, la pastinaca a macchie blu, dalla coda velenosa

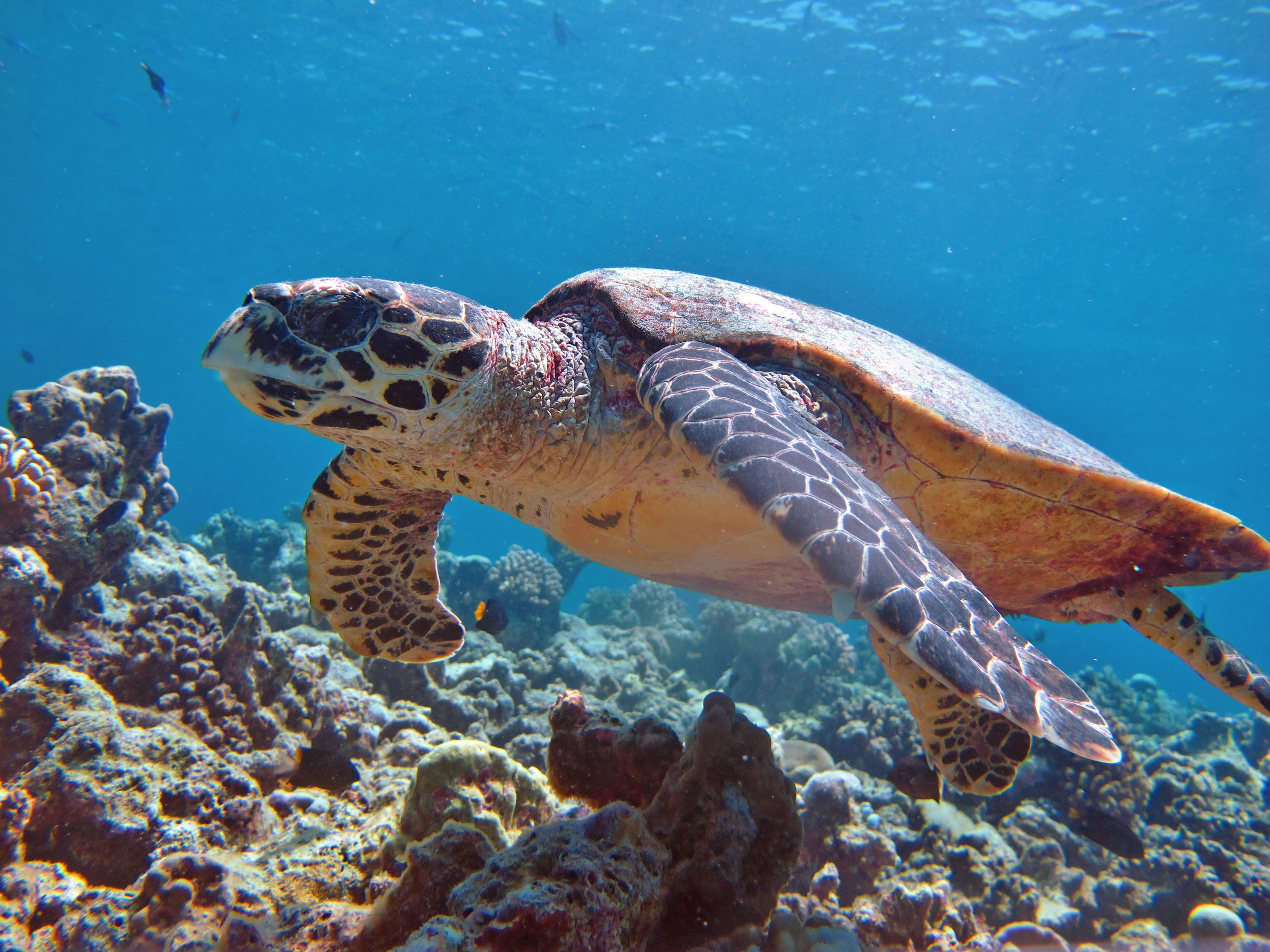
Eretmochelys imbricata, tartaruga embricata, il becco dal profilo aguzzo

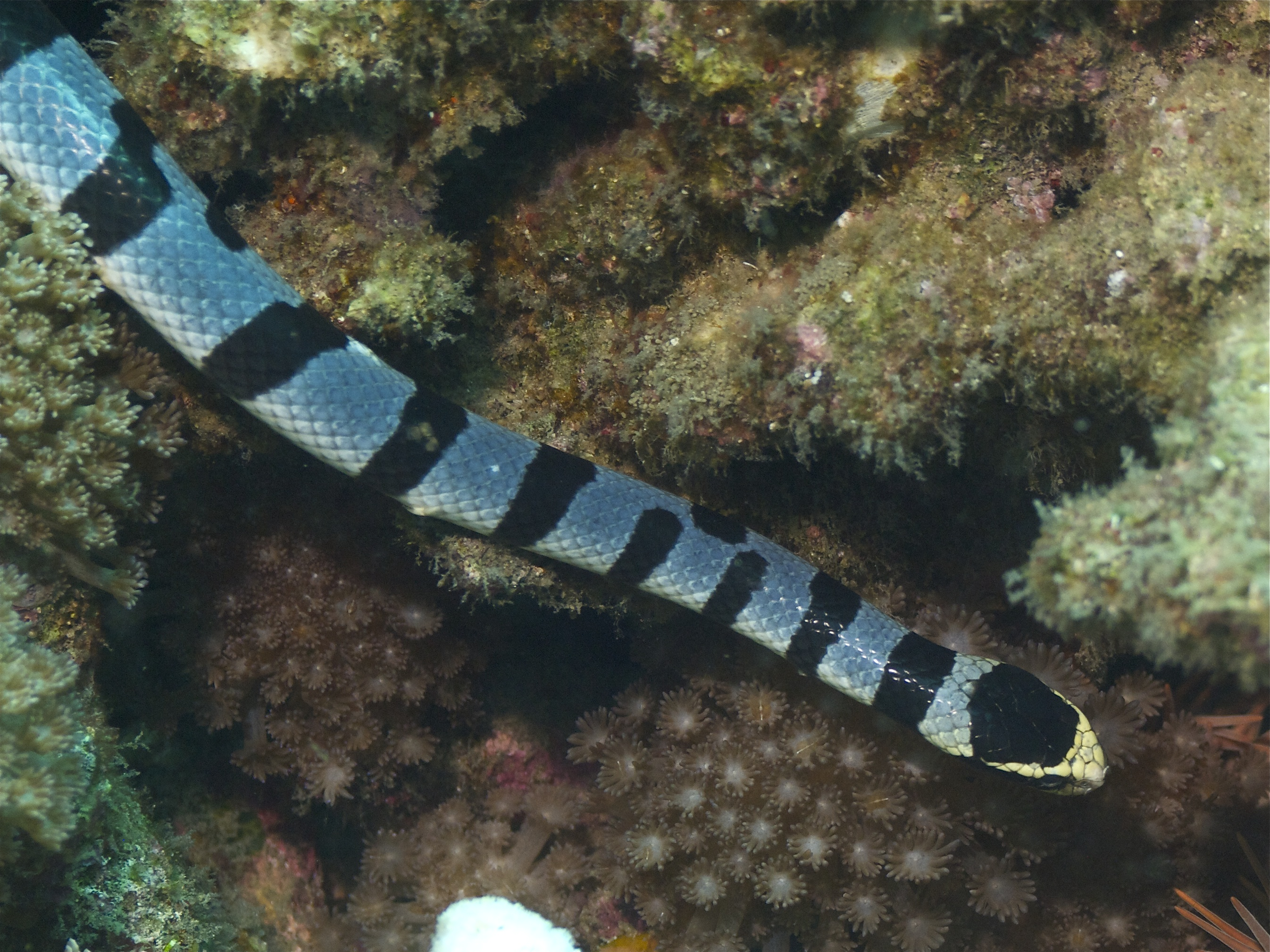
Laticauda colubrina, un serpente di mare velenoso che non attacca l'uomo

Il gruppo di vertebrati più numeroso delle isole Gili è senza dubbio quello dei pesci ossei, grazie alle barriere coralline che circondano le spiagge. Sono numerosissime le specie di pesci chirurgo (tra le più comuni si segnalano Acanthurus lineatus, Acanthurus leucosternon, Acanthurus nigricans, Ctenochaetus striatus, Paracanthurus hepatus...), di pesci balestra (i più comuni Rhinecanthus verrucosus, Rhinecanthus aculeatus, Balistapus undulatus, Balistoides viridescens...), di pesci pagliaccio (Amphiprion clarkii, Amphiprion ocellaris, Amphiprion perideraion, Amphiprion melanopus...), di murene (Echidna nebulosa, Gymnomuraena zebra, Gymnothorax richardsonii, Gymnothorax pictus, Gymnothorax thyrsoideus, Gymnothorax fimbriatus, Gymnothorax meleagris, Gymnothorax javanicus) e tante altre specie ancora.

#### Pesci cartilaginei
Poche sono le specie di pesci cartilaginei che nuotano nelle acque delle Gili, tutte non aggressive e timorose nei confronti dell'uomo. Tra i batoidei, la specie più comune è la pastinaca a macchie blu. Tra gli squali, i più comuni sono lo squalo pinna nera del reef, osservabile sia dalla riva (mentre lascia sporgere la pinna nera) sia in immersione (Shark point, a Gili Trawangan), e lo squalo pinna bianca del reef, più facile da vedere in immersione. Da ritenersi molto raro ed occasionale il passaggio delle mante del reef e degli squali balena, che solo occasionalmente si spostano nelle acque pelagiche delle isole Gili.

#### Rettili marini
Una delle "attrazioni" delle barriere coralline delle isole Gili è l'abbondanza di tartarughe di mare, che molto spesso nidificano anche lungo le spiagge delle Gili. Sono comuni nel reef la tartaruga embricata e la tartaruga verde; talvolta nella spiaggia nidifica la rara tartaruga bastarda olivacea. Nel reef come talvolta in spiaggia si può rinvenire anche il serpente di mare bocca gialla, un krait marino delle barriere coralline velenoso ma non aggressivo.

## Galleria d'immagini

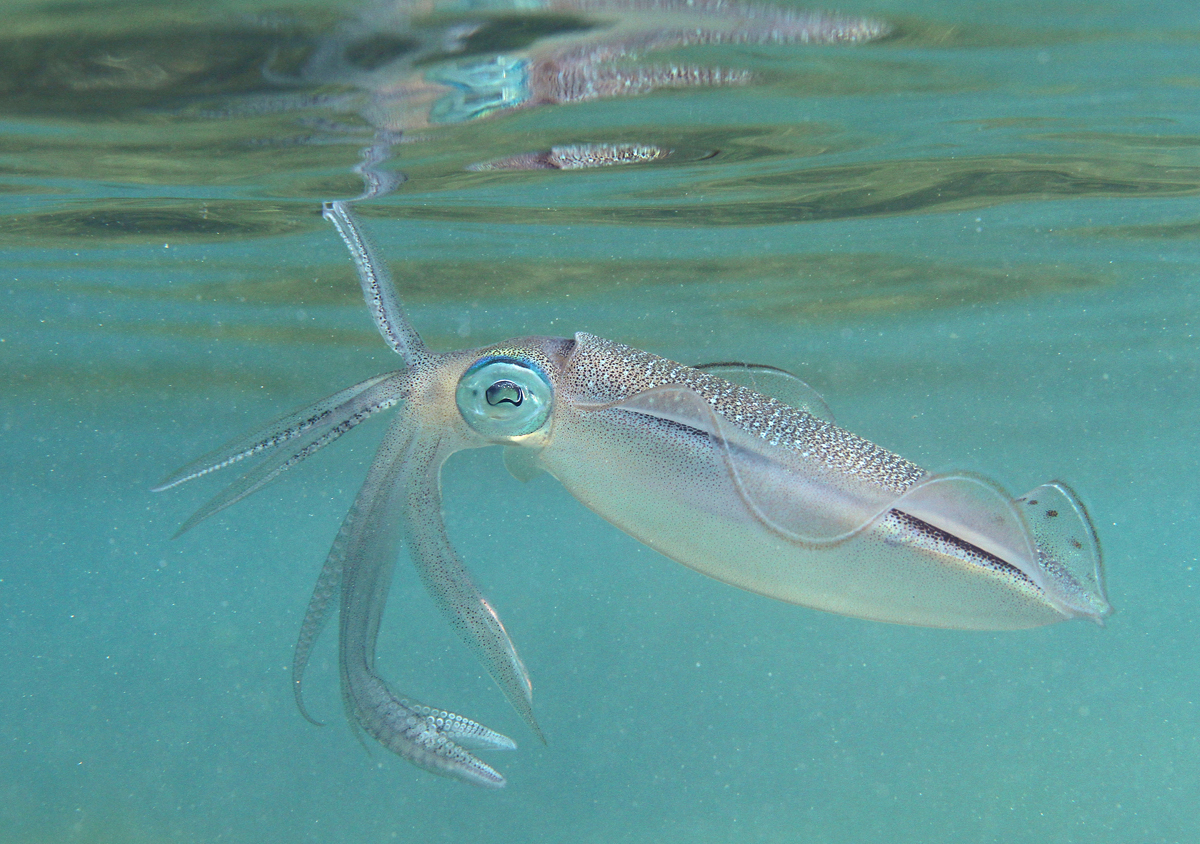
Sepioteuthis lessoniana
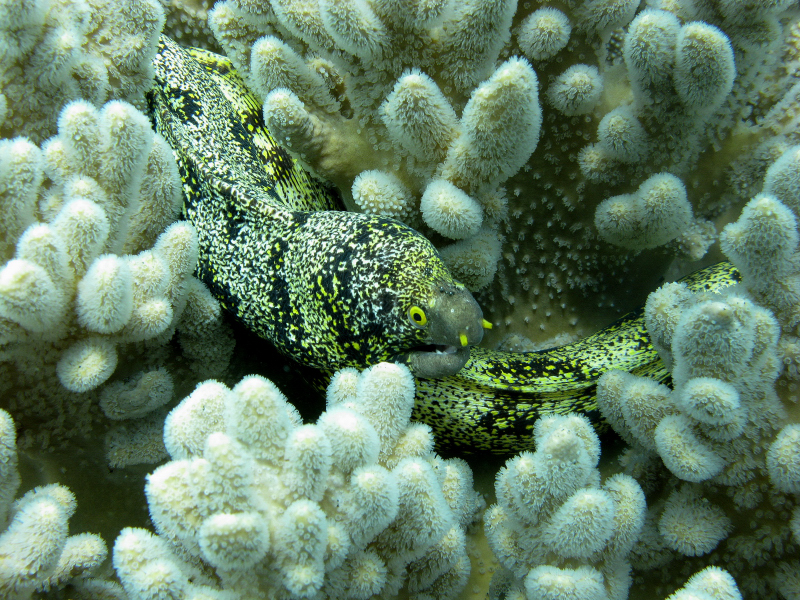
Echidna nebulosa
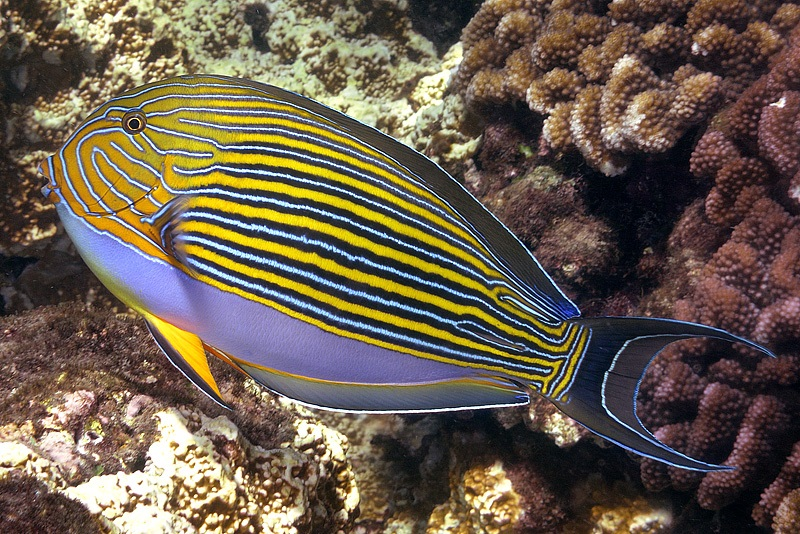
Acanthurus lineatus
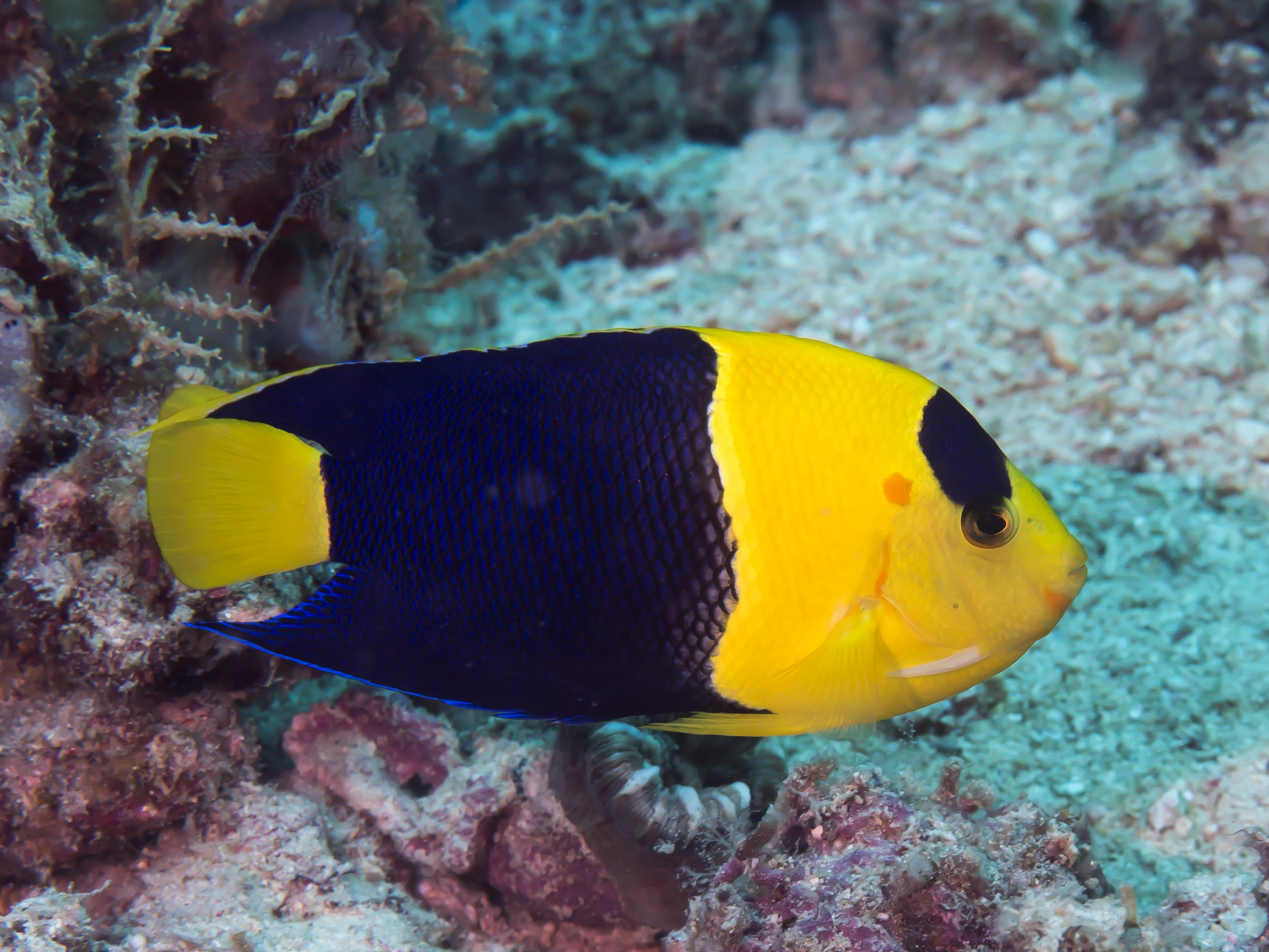
Centropyge bicolor
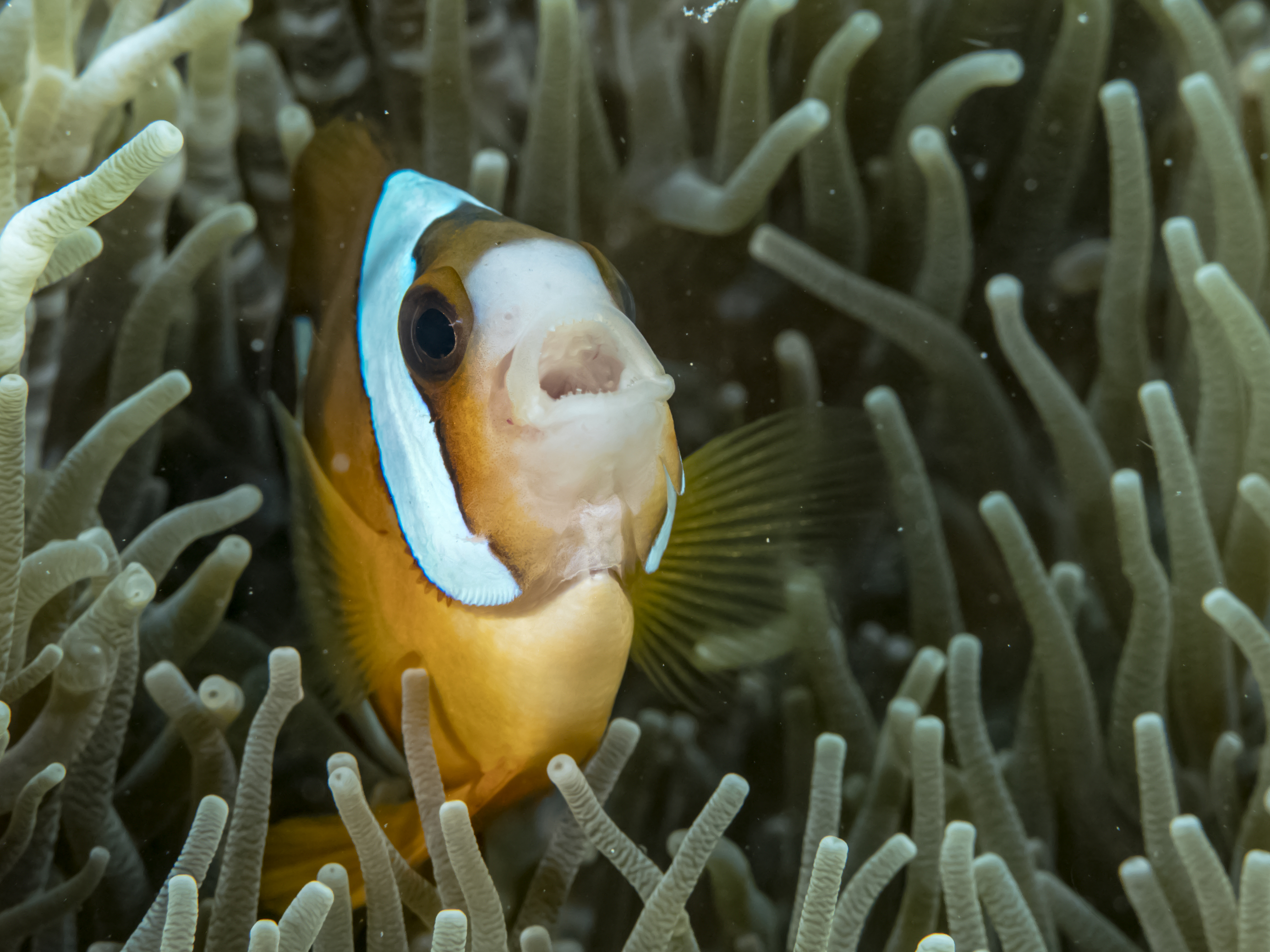
Amphiprion clarkii
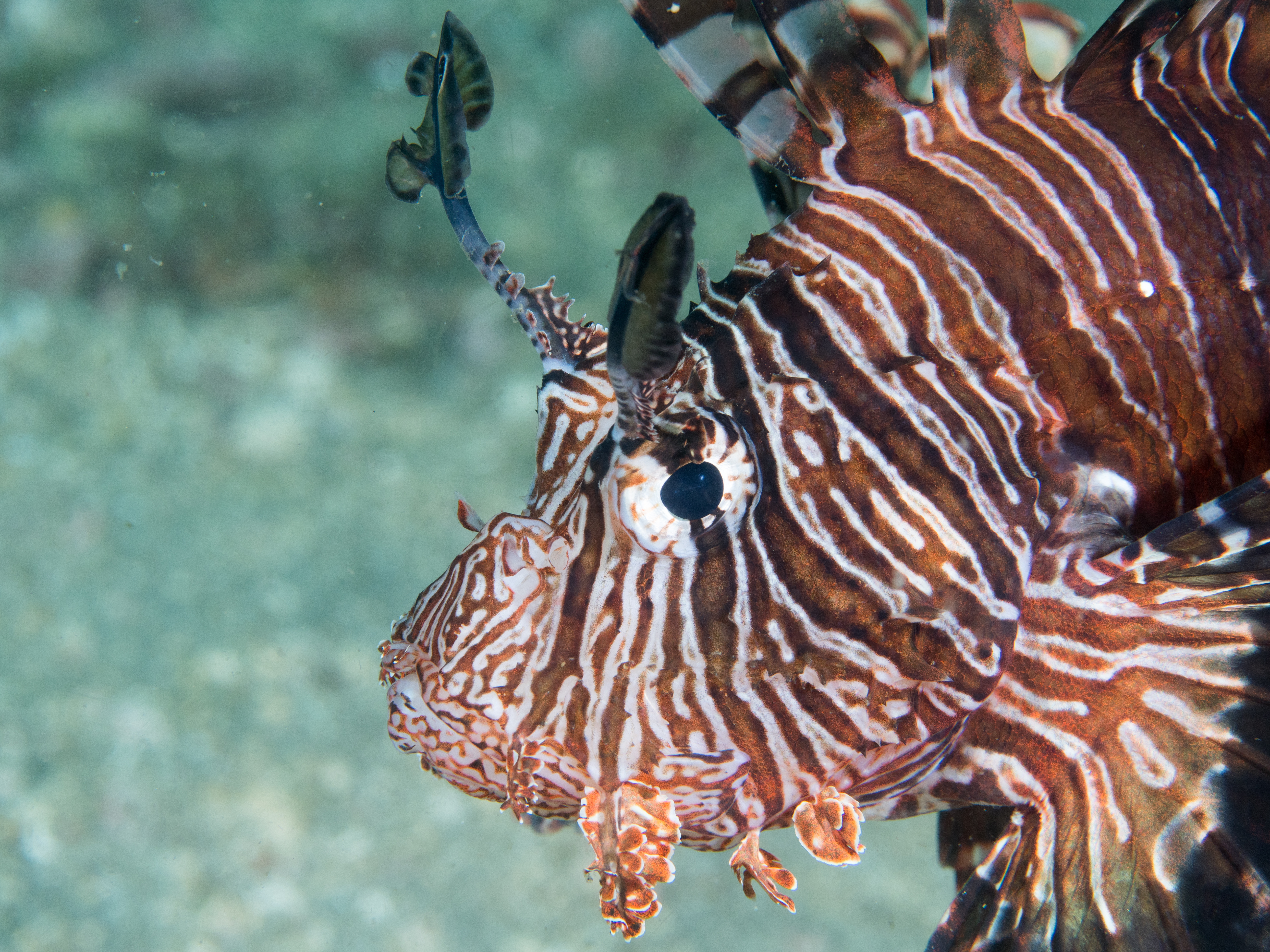
Pterois volitans
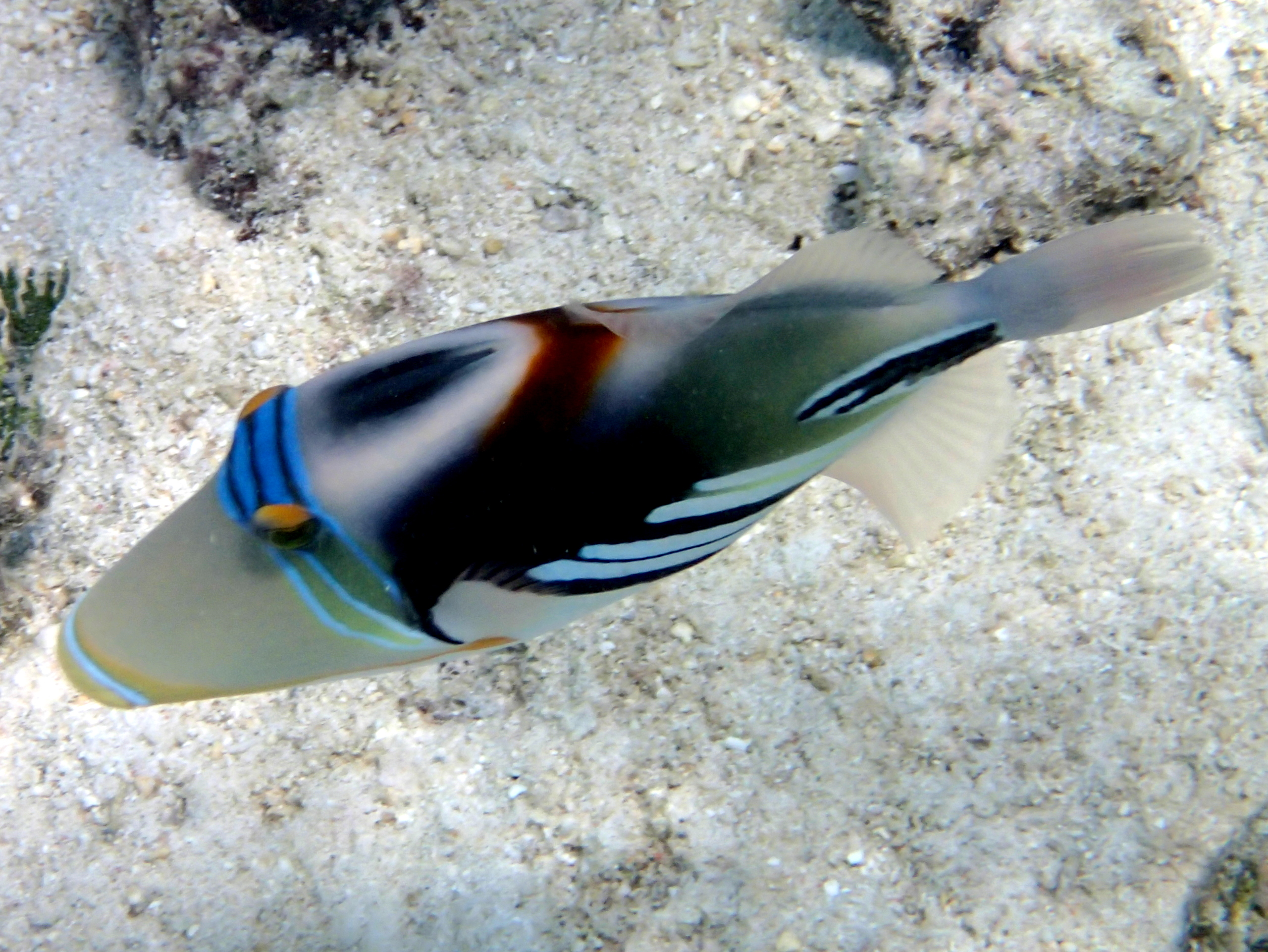
Rhinecanthus aculeatus
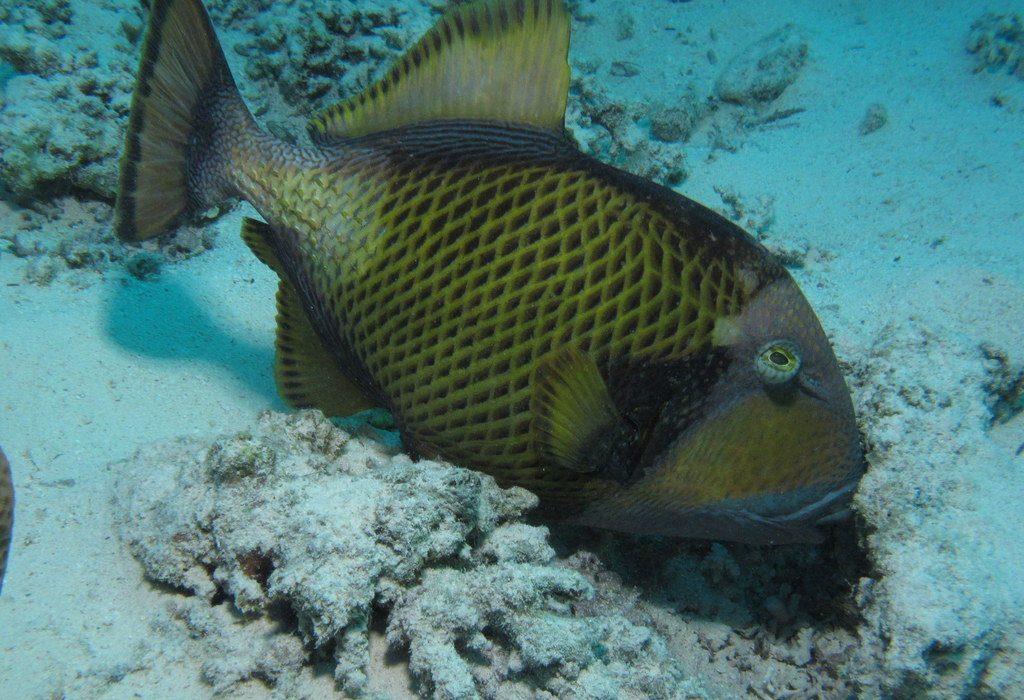
Balistoides viridescens